# 市制 (北洋政府)
市制是中華民國北洋政府的一種行政區劃制度，下設「特別市」及「普通市」兩種城市建置，其中前者與縣同級，屬於第三級行政區（縣之上尚有道，再上有省），而後者則由縣所管轄，屬於第四級行政區；兩者皆具地方自治團體和法人地位。北洋政府的市制於中華民國建立時設立，曾一度被廢除，於1921年（民國十年）復置，國民政府於1928年（民國十七年）於當時頒佈的《特别市組織法》和《市組織法》中復廢。其后特別市转为国民政府行政院直辖。

## 歷史
1909年1月18日（光绪三十四年十二月二十七日），清朝朝廷公佈了《城鎮鄉地方自治章程》，規定府、廳、州、縣治所在城廂地方稱「城」，人口五萬以上的村莊屯集地方稱「鎮」，不滿者稱「鄉」:14。1911年11月21日（宣統三年十月初一日），江蘇臨時議會成立，通過了《江蘇暫行市鄉制》，並於次年1月經修正頒發施行。北洋政府於1914年（民國三年）初設立了「京都市政公所」（即北京市），惟同年時任中華民國大總統袁世凱下令停辦各級自治，此市制遂被廢止:6。
1921年（民國十年）7月3日，北洋政府以「大總統教令」的形式頒佈《市自治制》:415，計8章、78條:415，規定首都、省會、商埠、縣治城廂及其他人口滿一萬的地方可設市。同年9月9日，又公佈《市自治制實行細則》，從而恢復市的建制:415，並以國法的形式確認市為「自治團體」和「法人」，並將市分為「特別市」和「普通市」兩種:415，其中前者的地位相當於縣，而後者則由縣領導。北洋政府隨後於1922年（民國十一年）6月17日公佈《市自治制施行日期及實施區域令》，規定自當年9月1日起，以京都（即北京）為特別市，不久又於同年11月18日頒佈《青島市施行市自治制令》，定青島為特别市。惟《市自治制》因當時的政治原因未能在全中國推廣:16，施行日期亦較短暫:416。1928年（民國十七年），取代北洋政府的國民政府頒佈了《特别市組織法》和《市組織法》，繼續把市分為「特别市」和普通的「市」，惟前者由國民政府直轄，而後者則隸屬於省政府:8，《市自治制》遂廢:416。由縣管轄的市直至1945年（民國三十四年）12月25日方再於由日本手上接收的臺灣省以「縣轄市」的形式復設，時有宜蘭市、花蓮市兩縣轄市。

## 制度

### 江蘇暫行市鄉制
《江蘇暫行市鄉制》規定「市」有兩種，「一是縣治所在城廂地方，二是村莊屯集人口滿五萬以上的地方」:14。《市鄉制》將市組織分為董事會和議事會，分別作為行政機關和立法機關，自治的權力有了一定的擴大。在名稱上把前清的「城」改稱為「市」，為近代中國首次採用「市」為行政區劃名稱:6。《市鄉制》亦規定「市鄉專辦地方公益事宜，受本省民政長及本管縣知事之監督」；議事會議決的事件同樣必須先呈縣知事查核後，方可移交董事會執行；縣知事同樣有解散議事會或董事會，撤銷議員或董事職務的權力。《市鄉制》又規定市鄉各設「公所」為市鄉議事會、董事會辦公之地，惟上海例外，其沿用了光復之初的名稱，仍稱「市政廳」。

### 市自治制
《市自治制》規定首都、省會、商埠、縣治城廂及其他人口滿一萬的地方可設市，並設「特別市」及「普通市」兩種城市建置，其中前者由內務部認為必要時呈請大總統明令規定，並受各地方最高行政長官監督（惟京都受內務總長監督），而後者則受縣知事監督。《市自治制》下，市均設「自治公所」為執行機關、「自治會」為議決機關。特別市由市長和市佐理員組成，而普通市則由市長和市董組成，其中市長由市自治會的居民中具有市自治會會員被選舉資格者選舉，以執行市自治會的決定和辦理市內各項行政事務。中國各市均未採用《市自治制》設市。

## 比較表
| 制度         | 《江蘇暫行市鄉制》            | 《市自治制》                                              |
| ------------ | ----------------------------- | --------------------------------------------------------- |
| 頒佈日期     | 1911年11月21日                | 1921年7月3日                                              |
| 頒佈機關     | 江蘇臨時議會                  | 中華民國北洋政府                                          |
| 施行日期     | 1912年1月                     | 1922年9月1日                                              |
| 設市要求     | 縣治城廂，否則人口須滿五萬:14 | 首都、省會、商埠或縣治城廂，否則人口須滿一萬              |
| 上級監督     | 省民政長、縣知事              | 特別市：地方最高行政長官（京都為內務總長） 普通市：縣知事 |
| 行政機關     | 董事會:6                      | 自治公所                                                  |
| 行政機關成員 | 董事                          | 市長 市佐理員（特別市）／市董（普通市）                   |
| 立法機關     | 議事會:6                      | 自治會                                                    |
| 立法機關成員 | 議員                          | 會員                                                      |
| 例子         | 京都市政公所                  | 京都、青島（皆為特別市）                                  |